# Serixia andamanica
Serixia andamanica är en skalbaggsart som beskrevs av Gardner 1930. Serixia andamanica ingår i släktet Serixia och familjen långhorningar. Inga underarter finns listade i Catalogue of Life.